# Petalostylis
Petalostylis är ett släkte av ärtväxter. Petalostylis ingår i familjen ärtväxter.
Kladogram enligt Catalogue of Life:
| Petalostylis | \| \| Petalostylis cassioides \| \| \| \| \| \| Petalostylis labicheoides \| \| \| \| |
|              | \| \| Petalostylis cassioides \| \| \| \| \| \| Petalostylis labicheoides \| \| \| \| |
|              | Petalostylis cassioides                                                               |
|              |                                                                                       |
|              | Petalostylis labicheoides                                                             |
|              |                                                                                       |

## Bildgalleri

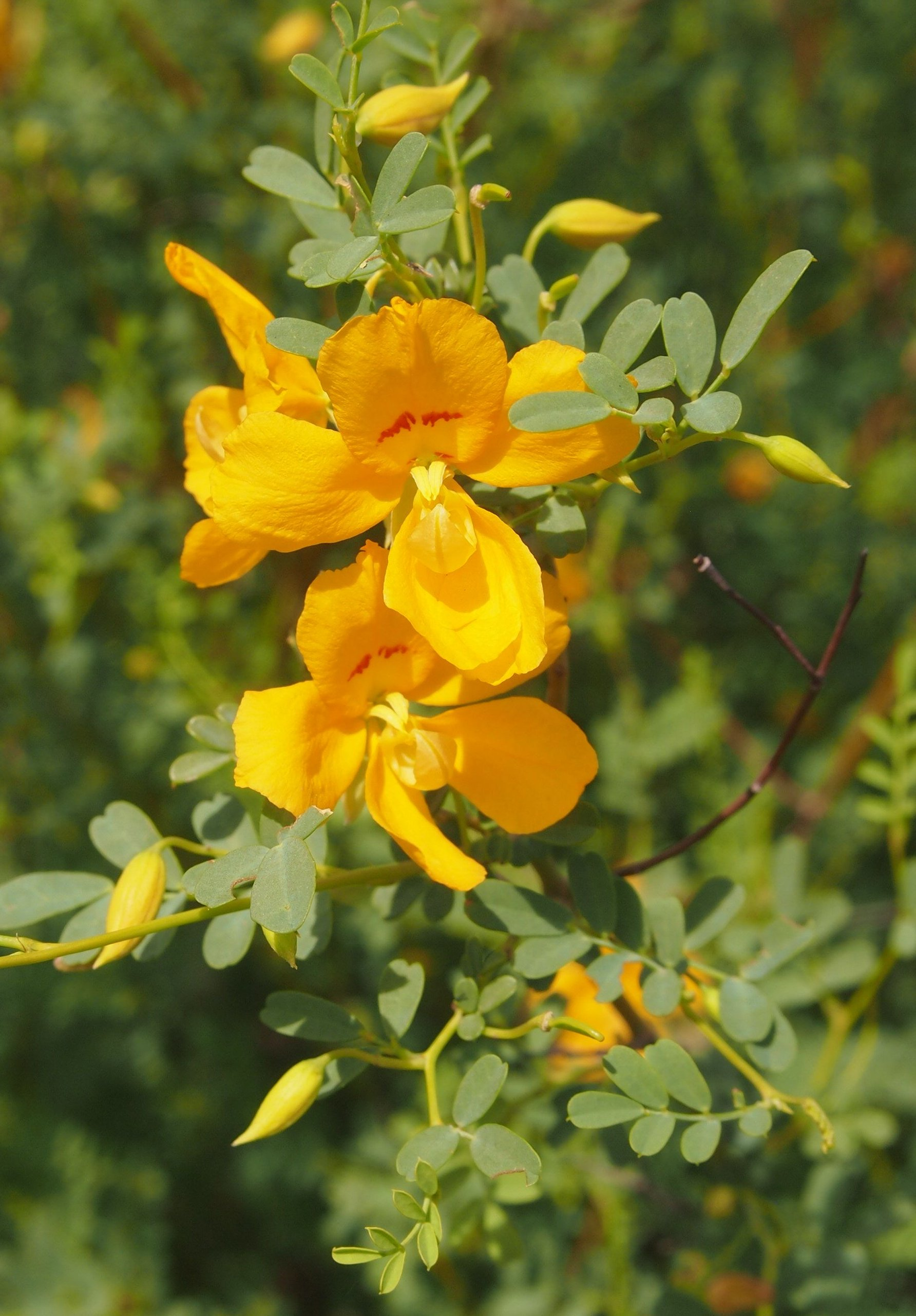
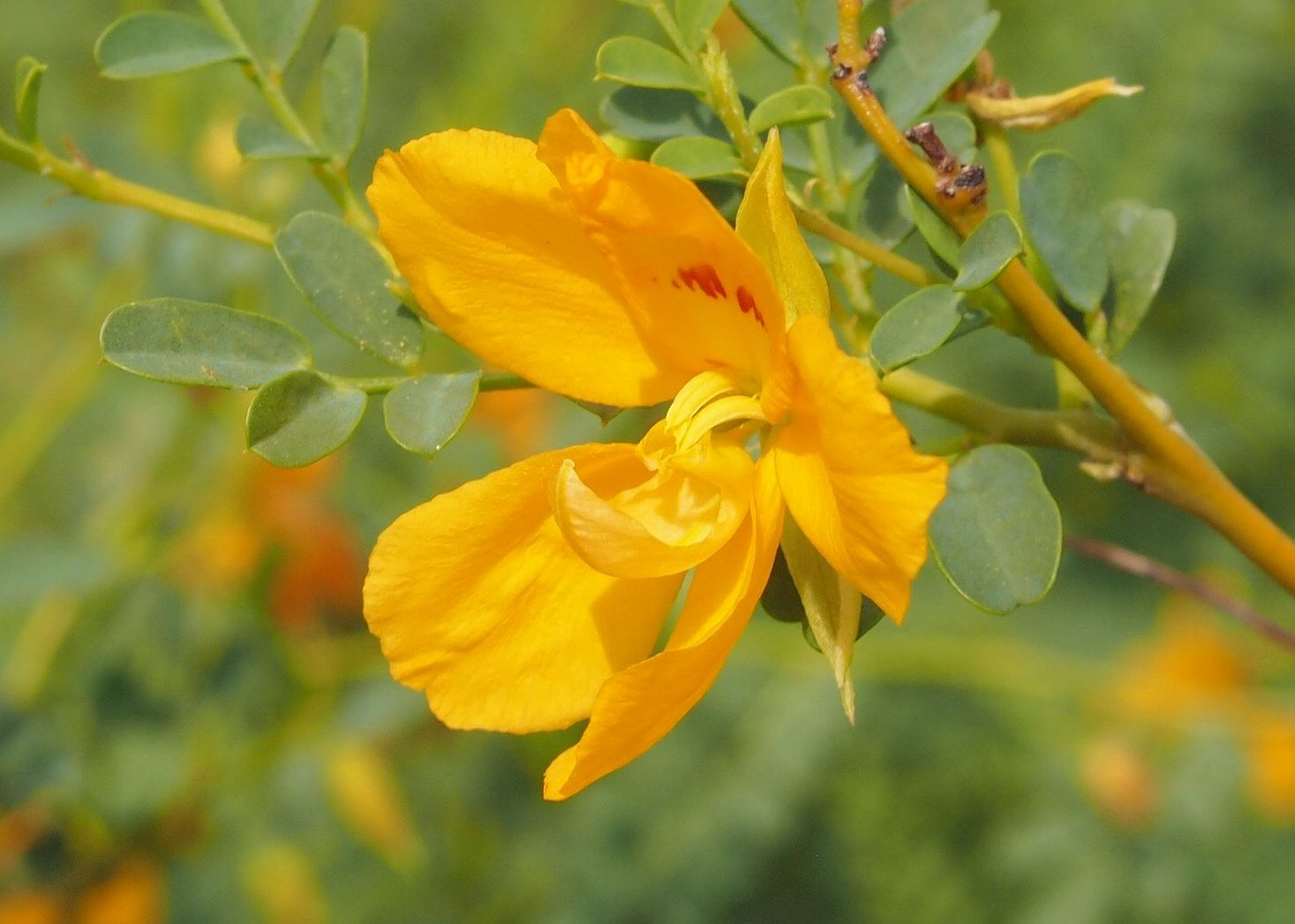